# Gülbahar Akgül
Gülbahar Akgül (nascuda a Svichtov, Bulgària el 23 de setembre de 1987) és una jugadora de voleibol turca. En la seva carrera professional va a jugar per clubs turcs com a Yeşilyurtspor, Beşiktaş i Sarıyer Belediyespor d'Istanbul, Nilüfer Belediyespor de Bursa, Balıkesir Büyükşehirspor de Balıkesir, Karşıyaka d'Esmirna i Manisa Büyükşehir Belediyespor de Manisa.